# Der große Meaulnes
Der große Meaulnes oder auf Deutsch auch Der große Kamerad (andere dt. Titel siehe Weblinks), französisch Le Grand Meaulnes (1913), ist der einzige fertiggestellte Roman des Schriftstellers Alain-Fournier.
Die Handlung spielt in den 1890er Jahren und umfasst etwa vier Jahre. Im Zentrum steht die Geschichte der zwar kurzzeitig erfüllten, letztlich aber scheiternden Liebe des jugendlichen Abenteurers Augustin Meaulnes zu der ebenso schönen wie zerbrechlichen Yvonne de Galais. Erzählt wird überwiegend im Rückblick aus der Perspektive der zweiten Hauptperson des Romans, Meaulnes’ jüngerem, ihn bewundernden und am Ende ebenfalls Yvonne heimlich liebenden Freundes François Seurel.
Le Grand Meaulnes erschien von Juli bis November 1913 in fünf Fortsetzungen in der Zeitschrift La Nouvelle Revue Française; im Herbst kam er auch als Buch heraus. Der Erfolg war sofort beachtlich: Der Roman kam in die engste Wahl für den Prix Goncourt.

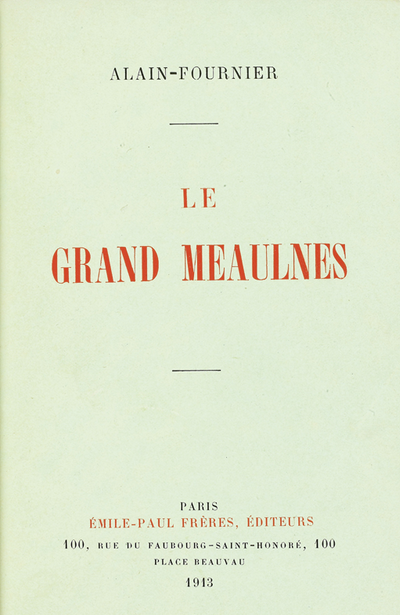
Le Grand Meaulnes EO 1913

## Übersicht
Der Roman wechselte während der Entstehung mehrfach die Konzeption, ehe er Anfang 1913 fertiggestellt war. Aber auch in der Endfassung wirkt das Textgefüge noch recht heterogen. In die weitgehend chronologische Ich-Erzählung von François Seurel sind längere, formal stark divergierende Passagen eingefügt: die in der dritten Person dargestellte erste Begegnung Meaulnes’ mit Yvonne, seine Briefe an Seurel und schließlich die Tagebuchaufzeichnungen, die Meaulnes’ Liaison mit einer anderen Frau enthüllen.

### Erster Teil
Im ereignislosen Schulalltag des Provinzstädtchens Sainte-Agathe wird alles anders, als an einem Novembertag der 17-jährige Augustin Meaulnes, Sohn einer wohlhabenden Witwe, als zahlender Gastschüler in den Lehrerhaushalt der Familie Seurel kommt. Mit seinem Selbstvertrauen und seiner wortlosen Unternehmungslust elektrisiert er den behüteten François und wird schnell Leitfigur auch aller anderen Schüler. Als in den Weihnachtstagen die Großeltern von François zu Besuch erwartet werden, besorgt sich Meaulnes ohne Auftrag Pferd und Wagen, um sie von einem 10 km entfernten Bahnhof abzuholen. Während der Kutschfahrt schläft er ein, verirrt sich, verliert Pferd und Wagen und kommt am nächsten Nachmittag zu Fuß und orientierungslos zu einem Schlösschen, in dem die Verlobung von Frantz de Galais, dem Sohn des Besitzers, gefeiert werden soll. Die Gäste sind überwiegend Kinder und junge Leute aus der Umgebung in Meaulnes’ Alter, die in phantastischer Kostümierung bei Tanz, Musik, Spaziergängen und gutem Essen feiern. Während einer Bootsfahrt begegnet Meaulnes der Schwester des Bräutigams, Yvonne de Galais, und beide verlieben sich schicksalhaft ineinander, ohne jedoch ihre förmliche Distanz zu durchbrechen. Er lernt auch den Bräutigam kennen, der abends das Fest mit der Nachricht beendet, dass seine Braut, die Tochter eines Webers, ihn aus Mangel an Vertrauen in die Kraft seiner die sozialen Grenzen überschreitenden Liebe verlassen habe. Dieses Fest, nicht nur für Meaulnes „der Beginn der Verwirrung und Verwüstung“, formt die Spur der unerfüllten und unerfüllbaren Bestimmungen in der Erzählung.

### Zweiter Teil
In den nächsten Wochen versucht Meaulnes vergeblich, seine Reise auf einer Landkarte zu rekonstruieren. Ende Februar kommt Frantz de Galais, der verlassene Bräutigam, nach Sainte-Agathe und besucht für ein paar Tage den Unterricht. Er erkennt Meaulnes wieder, gibt sich selber aber nicht zu erkennen und wird, weil er einen Kopfverband trägt, auch von Meaulnes nicht erkannt. Immer noch unerkannt, lässt er Meaulnes und François ewige Freundschaft mit ihm und Bereitschaft zur Hilfe in der Not schwören, aber verschwindet, nachdem er sich Meaulnes im letzten Augenblick zu erkennen gegeben hat. Meaulnes, der große Kamerad und „Fährtensucher“, sucht nun weiter vergeblich nach dem Ort jenes traumhaften Verlobungsfestes, seinem „verlorenen Land“, verlässt dann aber kurz vor Ostern die Schule. Er geht nach Paris, da ihm Frantz vor seinem Verschwinden eine Adresse dort genannt hat, wo die angeblich inzwischen verheiratete Yvonne leben soll. Der Auftritt von Frantz de Galais, inkognito und mit der Weitergabe falscher Informationen, deutet schon hier eine schicksalhaft verpasste Nähe als Grundstruktur der Erzählung an.
Drei kurze Briefe, die Meaulnes in den folgenden Monaten an François schreibt, berichten über seine weiteren Erlebnisse: In Paris wartet er bis zum November täglich vor dem ihm genannten Haus vergeblich darauf, Yvonne wiederzusehen, die Inkarnation seiner Sehnsüchte nach Frau und Familie. Er begegnet dabei der jungen Näherin Valentine Blondeau, ohne zu wissen, dass sie Frantz’ verschwundene Braut ist, die trotz ihrer damaligen Flucht immer noch hofft, Frantz wiederzusehen.

### Dritter Teil
Im Sommer des darauffolgenden Jahres erfährt François zufällig Namen und Lage des verlorenen Gutes Les Sablonnières. Er verlegt seinen Ferienaufenthalt bei Verwandten in einem nahe gelegenen Marktflecken vor, um sich Gewissheit zu verschaffen, und lernt im Laden seines Onkels Yvonne de Galais kennen, deren Familie inzwischen völlig verarmt ist. Sofort macht François sich auf, um Meaulnes, der seine Suche nach Yvonne resigniert abgebrochen hat, von seiner Entdeckung in Kenntnis zu setzen und zu einer gemeinsamen Landpartie einzuladen. Meaulnes reagiert erstaunlich zurückhaltend und distanziert und macht geheimnisvolle Andeutungen über einen Fehler, den er begangen habe und wiedergutmachen müsse, folgt aber schließlich der Einladung. Obwohl Meaulnes’ Wiederbegegnung mit Yvonne zunächst wenig glücklich zu verlaufen scheint, bittet er noch am selben Abend „schluchzend Fräulein von Galais um ihre Hand.“
Nach fünfmonatiger Verlobungszeit heiraten Meaulnes und Yvonne im Februar des folgenden Jahres und beziehen ein Haus in Les Sablonnières, das letzte Überbleibsel des einst großen Landguts. Am Hochzeitsabend taucht Frantz auf und verlangt unter Berufung auf den einst geleisteten Schwur Meaulnes’ Hilfe bei der Suche nach seiner verschwundenen Braut Valentine, die er die ganze Zeit über vergeblich gesucht hat. Am nächsten Morgen bricht Meaulnes auf, von einem „heimlichen Schuldgefühl“ getrieben, und lässt Yvonne allein zurück.
François, der inzwischen selbst Lehrer in einem nahegelegenen Dorf geworden ist, besucht sie in den folgenden Monaten regelmäßig und wird „ihr treuer Gefährte ... in einem Warten, von dem wir nicht sprachen“. Er entwickelt eine innige Freundschaft zu Yvonne, die einer uneingestandenen Liebe gleichkommt. Im Oktober bringt Yvonne das Kind zur Welt, das sie in der Hochzeitsnacht von Meaulnes empfangen hat. Sie stirbt kurz darauf an den Folgen der schweren Geburt und wenig später stirbt auch ihr Vater. François wird Vormund der kleinen Tochter und eines Tages findet er auf dem Dachboden Tagebuchaufzeichnungen von Meaulnes, die ihm dessen Geheimnis enthüllen: Nach Monaten des vergeblichen Wartens auf Yvonne war Meaulnes in Paris eine Beziehung mit Valentine eingegangen und wollte sie heiraten. Als er auf einer gemeinsamen Sommerreise erfährt, dass sie Frantz’ Braut war, verlässt er sie. Da sie ihm zu verstehen gegeben hat, dass ihr dann nur noch die Prostitution als Ausweg bleiben würde, macht er sich schwere Vorwürfe, sie ins Verderben gestürzt zu haben. Als François erschien, um ihm mitzuteilen, dass er Yvonne wiedergefunden habe, war Meaulnes gerade im Begriff gewesen, sich auf die Suche nach Valentine zu machen. Was ihn antrieb, Yvonne zu verlassen, war also nicht nur der Schwur, den er Frantz geleistet hatte, sondern ebenso stark seine Schuldgefühle gegenüber Valentine.
Erst nachdem Meaulnes tatsächlich Valentine und Frantz einander wieder zugeführt hat, erscheint er – mehr als anderthalb Jahre nach seiner Hochzeit und Abreise – erneut auf dem Gut. Der Roman endet mit François’ Erwartung, dass sein ihm fremd gewordener Freund ihn mit seiner Tochter wieder verlassen wird: „Ich fühlte, dass der große Meaulnes gekommen war, um mir die einzige Freude, die er mir gelassen hatte, zu nehmen. Und schon sah ich vor mir, wie er in der Nacht, seine Tochter in seinen Mantel gehüllt, auf neue Abenteuer auszog.“

## Deutungen des Romans

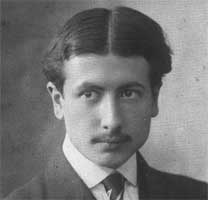
Alain-Fournier 1905

„Dieses einzige größere Werk des im Ersten Weltkrieg gefallenen Autors soll ´ein ewiges unmerkliches Hinüberwechseln von Trauer zur Wirklichkeit´ vergegenwärtigen.“ Das Thema der „Flucht aus der Zeit, der Suche nach dem verlorenen Paradies der Jugend (…) erweist die Beziehung Alain-Fourniers zur deutschen Romantik.“
Bisweilen wird Der große Meaulnes als Beschwörung einer heilen Kinderwelt, als Flucht vor einer unerträglichen Gegenwart oder als Geschichte einer unglücklichen Jugendliebe gelesen. Diese Deutungen, die sich auf einzelne märchenhafte Züge des Verlobungsfestes und auf die an der Oberfläche greifbaren Motive der Hauptfiguren stützen können, lassen sich bei genauer Lektüre des ganzen Romans nicht aufrechterhalten. Schon der wenig idyllische Überfall der Klassenkameraden auf Meaulnes und François ist weit von aller Kinder- und Jugendromantik entfernt und akzentuiert dagegen Gefahr und Widerständigkeit des Lebens. Hinter dem Thema der notwendig scheiternden Jugendliebe steht immer auch die allgemeine Dialektik von Freiheit und Verantwortung.
Entgegen der Beschwörung einer heilen Kinderwelt ist im Roman dagegen die Textur von Reisen und Abenteuern bestimmend, die sich in der Figur Meaulnes’ verbinden: Seine erste Ausfahrt und Verirrung, die abenteuerliche Rückkehr zur Schule, die Pläne zur Suche nach dem verlorenen Gut, Meaulnes’ Abreise nach Paris, seine Reise mit Valentine und die zweimalige Suche nach Valentine unterstreichen das Motiv der ewig unerfüllten Suche. Die Abenteuer, die Reisen und die damit verbundene Freiheit und Entscheidungswahl haben sowohl für Meaulnes als auch für seinen Freund François eine existentielle und zugleich mythische Bedeutung. In ihnen erfüllt sich die vorherbestimmte Weltaneignung und zugleich die tragische Verstrickung in ihre Gefahren, die die Figuren von ihren Zielen weit entfernen, sie scheitern und letztlich zerbrechen lassen. Augustin Meaulnes personifiziert diese Motive der Ausfahrt, der Bewährung und des schmerzhaften Scheiterns, François Seurel und Yvonne von Galais das passive, staunende Leiden an der unheimlichen Bestimmung menschlichen Suchens. So verstanden ist Der große Meaulnes der Roman des lebenslangen alltäglichen Abenteuers als einer unheroischen Odyssee. Wie endet die französische Ausgabe des Romans? Mit den Worten: partant ... pour de nouvelles aventures.
Zwischen der Romanhandlung und der Biografie des Autors gibt es deutliche Parallelen, die die alte Frage aufwerfen, wie weit die eigenen Lebenserfahrungen die Hand eines Autors führen: So könnte der Roman zunächst die enttäuschte Liebe des Autors zu einer gewissen Yvonne de Quièvrecourt verarbeiten, die er am Himmelfahrtstag 1905 kennengelernt und dann aus den Augen verloren hatte, um zwei Jahre später zu erfahren, dass sie inzwischen verheiratet war.

## Rezeption
„In einem Augenblick veröffentlicht, da das ernüchternde Abenteuer des Weltkrieges die Traumunternehmungen des Dichters ad absurdum zu führen schien, wurde das Buch zunächst als unzeitgemäß empfunden. Zu Beginn der zwanziger Jahre erkannte man dann die wahrscheinlich nur von Prousts A la Recherche du temps perdu übertroffene Bedeutung des Grand Meaulnes für eine neue, Traum und Wirklichkeit koordinierende Erzählweise in der französischen Literatur.“

## Deutsche Ausgaben
Die autorisierte Übersetzung des Romans stammt von Arthur Seiffhart aus dem Jahr 1930. Unter dem Titel Der große Kamerad erschien der Roman im Dezember 1946 in einem großformatigen Zeitungsdruck in der Reihe Rowohlt Rotations Romane (rororo). Im August 1956 wurde das Werk als Taschenbuch im Rowohlt Verlag erneut veröffentlicht.
Neuere Übersetzungen mit dem Titel Der große Meaulnes sind von Christina Viragh (1997) und Christiane Landgrebe (2009).

## Verfilmungen
Der Roman wurde 1967 von dem französischen Regisseur Jean-Gabriel Albicocco unter dem Titel Le Grand Meaulnes mit u. a. Brigitte Fossey als Yvonne, Alain Blaise als François Seurel und Alain Libolt als Augustin Meaulnes verfilmt.
Im Jahr 2006 wurde der Roman erneut unter der Regie von Jean-Daniel Verhaeghe als Le Grand Meaulnes mit Nicolas Duvauchelle und Jean-Baptiste Maunier in den Hauptrollen für die Leinwand adaptiert.

## Hörspiel
Im Jahre 2013 wurde der Roman von Leonhard Koppelmann als Hörspiel in 2 Teilen in einer Bearbeitung von Manfred Hess für den SWR und den DLF inszeniert. Es spielten in der über 140 Minuten langen Fassung u. a. Alexander Scheer, Maximilian von Pufendorf, Lilith Stangenberg, Andreas Pietschmann, Bernhard Schütz mit. Die Musik wurde von Hermann Kretzschmar komponiert.

## Hauptfiguren
François Seurel ist der fünfzehnjährige Erzähler. Sein ruhiges Leben in einem kleinen Dorf ändert sich mit dem Eintreffen von Augustin Meaulnes.
Augustin Meaulnes ist einige Jahre älter als François, stark und romantisch. Eines Nachts verirrt er sich und stößt auf ein geheimnisvolles Schloss, wo er das Mädchen seiner Träume, Yvonne de Galais, trifft.
Yvonne de Galais ist das Mädchen, in das Augustin sich verliebt hat, bekannt für ihre Schönheit. Sie ist auf der Hochzeitsfeier, die zu Ehren ihres Bruders Frantz veranstaltet wird.
Valentine ist die Verlobte von Frantz, aber aufgrund der wirtschaftlichen Unterschiede hat sie Angst, zur Hochzeit zu kommen, und die Zeremonie wird abgesagt. Dieses Ereignis löst Augustins Suche nach Yvonne aus.

## Ausgaben
- Der große Kamerad. Übersetzt von Arthur Seiffhart. Vorwort von Alfred Neumann. Transmare Verlag, Berlin 1930.
- Mein großer Freund. Aus dem Französischen von Marielouise von Grothe. Abendlandverlag, Innsbruck 1948.
- Der große Meaulnes. Neu übertragen von Walter Widmer. Illustriert von Li Rommel. Origo-Verlag, Zürich 1951; Diogenes, Zürich 2003, ISBN 3-257-23361-2 (häufige Auflagen auch bei anderen Verlagen, etwa dtv oder Reclam usw.).
- Mein großer Freund Augustin. Aus dem Französischen übertragen von Noa Kiepenheuer. Mit einem Nachwort von Herbert Kühn. Kiepenheuer, Weimar 1969.
- Der große Meaulnes. Aus dem Französischen von Cornelia Hasting und Otfried Schulze. Mit einem Essay von Hilde Spiel. Manholt, Bremen 1990.
- Der große Meaulnes. Übersetzt aus dem Französischen von Arthur Seiffhart. Neu bearbeitet von Maria-Sibylla Hesse. Mit einem Nachwort von Maria-Sibylla Hesse und Illustrationen von Christopher Smith. Verlag Freies Geistesleben, Stuttgart 1992.
- Der große Meaulnes. Übersetzt und mit einem Nachwort von Peter Schunck. Reclam, Stuttgart 1994.
- Der grosse Meaulnes. Übertragen aus dem Franz. von Christina Viragh. Nachwort von Hanno Helbling. Manesse, Zürich 1997.
- Der große Meaulnes Aus dem Französischen übersetzt von Christiane Landgrebe. Thiele, München 2009.
- Le Grand Meaulnes. Fayard, Paris 1971, ISBN 2-253-00527-4 (frz. Ausgabe)